# Gary Gregor
Pour les articles homonymes, voir Gregor.
Gary W. Gregor (né le 13 août 1945  à Charles Town, Virginie-Occidentale) est un ancien joueur américain de basket-ball.
Intérieur issu de l'université de Caroline du Sud, Gregor évolua en NBA et ABA en tant que membre des Suns de Phoenix (1968-1969), des Hawks d'Atlanta (1969-1970), des Trail Blazers de Portland (1970-1972), des Bucks de Milwaukee (1972-1973) et des Nets de New York (1973-1974). Il fut nommé dans la NBA All-Rookie Team en 1969 avec une moyenne de 11,1 points et 8,9 rebonds par match pour les Suns.